# Louis Van Bladel
Louis van Bladel (Antwerpen, 1923 - 1 augustus 2000) was een Belgisch jezuïet, filosoof en hoogleraar en rector van de Universitaire Faculteiten Sint-Ignatius Antwerpen.

## Biografie
Louis Van Bladel trad op 18-jarige leeftijd in de jezuïetenorde en werd, na de opleidingsjaren, tot priester gewijd. Hij studeerde klassieke filologie, filosofie en theologie aan de Katholieke Universiteit Leuven, de Radboud Universiteit in Nijmegen en de Pauselijke Universiteit Gregoriana in Rome.
Hij was vanaf 1965 hoogleraar aan de Universitaire Faculteiten Sint-Ignatius Antwerpen (Ufsia), waar hij metafysica, antropologie, hedendaagse wijsbegeerte, natuurrecht en moraalfilosofie doceerde. Zijn interesse ging vooral uit naar filosofen die de moderniteit geanalyseerd hadden of de consumptieproblematiek centraal stelden. Hij was een kenner van het werk van Karl Marx, Herbert Marcuse, Jean Baudrillard en René Girard. Die laatste twee introduceerde hij in Vlaanderen. Zijn boekje Kerngedachten van Karl Marx uit 1966 werd meerdere keren herdrukt. Eind jaren 1960 ging Van Bladel de confrontatie aan met het ideeëngoed van de Franse marxist Louis Althusser, die een onderscheid tussen de jonge en de oude Marx maakte. Aan de Ufsia was hij de drijvende kracht achter de werkgroep Economie, Maatschappij en Christendom. Als hoogleraar doceerde hij aan studenten in de economische wetenschappen en interesseerde hij zich in de ethische aspecten van de economie en trachtte hij het geloof en de economische wetenschap dichter bij elkaar te brengen. In 1972 publiceerde Van Bladel Economie, maatschappij en levensbeschouwing. In 1980 publiceerde hij Christelijk geloof en maatschappijkritiek, waarin hij een lijn trok van het evangelie over Marx, naar Marcuse, Baudrillard en Girard. In 1989 werden zijn verzamelde opstellen onder de titel Materie, macht en minne gebundeld. Hij was ook kritisch voor Marx, die volgens hem niet ver genoeg ging in zijn kritiek op het kapitalisme.
Van 1984 tot 1988 was Van Bladel rector van de Ufsia. Hij promootte de samenwerking met de twee andere Antwerpse universiteiten, het Rijksuniversitair Centrum Antwerpen en de Universitaire Instelling Antwerpen. Op onderzoeksvlak stimuleerde hij de studie rond de bestrijding van armoede, rechtsbedeling en derdewereldproblematiek. Na zijn emeritaat was hij aalmoezenier in een woonzorgcentrum in Mortsel.